# Seweryn Gancarczyk
Seweryn Daniel Gancarczyk (Dębica, 1981. november 22. –) lengyel válogatott labdarúgó, jelenleg a GKS Tychy játékosa.
A lengyel válogatott tagjaként részt vett a 2006-os világbajnokságon.

## Sikerei, díjai
Lech Poznań
- Lengyel bajnok (1): 2009–10